# 투손 시티즌
《투손 시티즌》(Tucson Citizen)은 미국 애리조나주 투손에서 발행된 일간 신문이다. 1870년 10월 15일에 리처드 C. 맥코믹과 존 와슨이 《애리조나 시티즌》이라는 이름으로 창간했다.
2009년 5월 16일에 인쇄판 발행을 중단할 당시 일간 발행 부수는 약 17,000부로, 1960년대 최고 60,000부에 달했던 발행 부수에 비해 큰 폭으로 줄어든 수치였다. 투손 시티즌은 일요일을 제외한 일주일 중 6일 오후에 발행되는 신문이었다.
인쇄판 발행을 중단할 당시 애리조나주에서 가장 오랫동안 발행되어 온 신문이었다.